# 鄭景斗
鄭景斗（： Jeong Kyeong-doo，1960年9月13日—），韓國空軍退役將領、慶尚南道人，是第46任韓國國防部長，第40任韓國聯合參謀本部議長、第35任韓國空軍參謀總長，不僅為該國史上第三位出自陸軍以外軍種的聯合參謀議長，其與海軍退將出身的國防部部長宋永武亦共創韓國建軍後，兩大軍方首腦要職同時由非陸軍出身者擔任的首例。鄭氏於1982年加入空軍服役，曾任戰鬥機飛行員，並接受過韓國空軍官校及日本航空自衛隊幹部學校訓練。自2009年升為將官後，除了於空軍本部、聯參本部擔當高階勤務職位外，亦有作戰司令部和部隊任職經驗。

## 經歷

### 軍事生涯

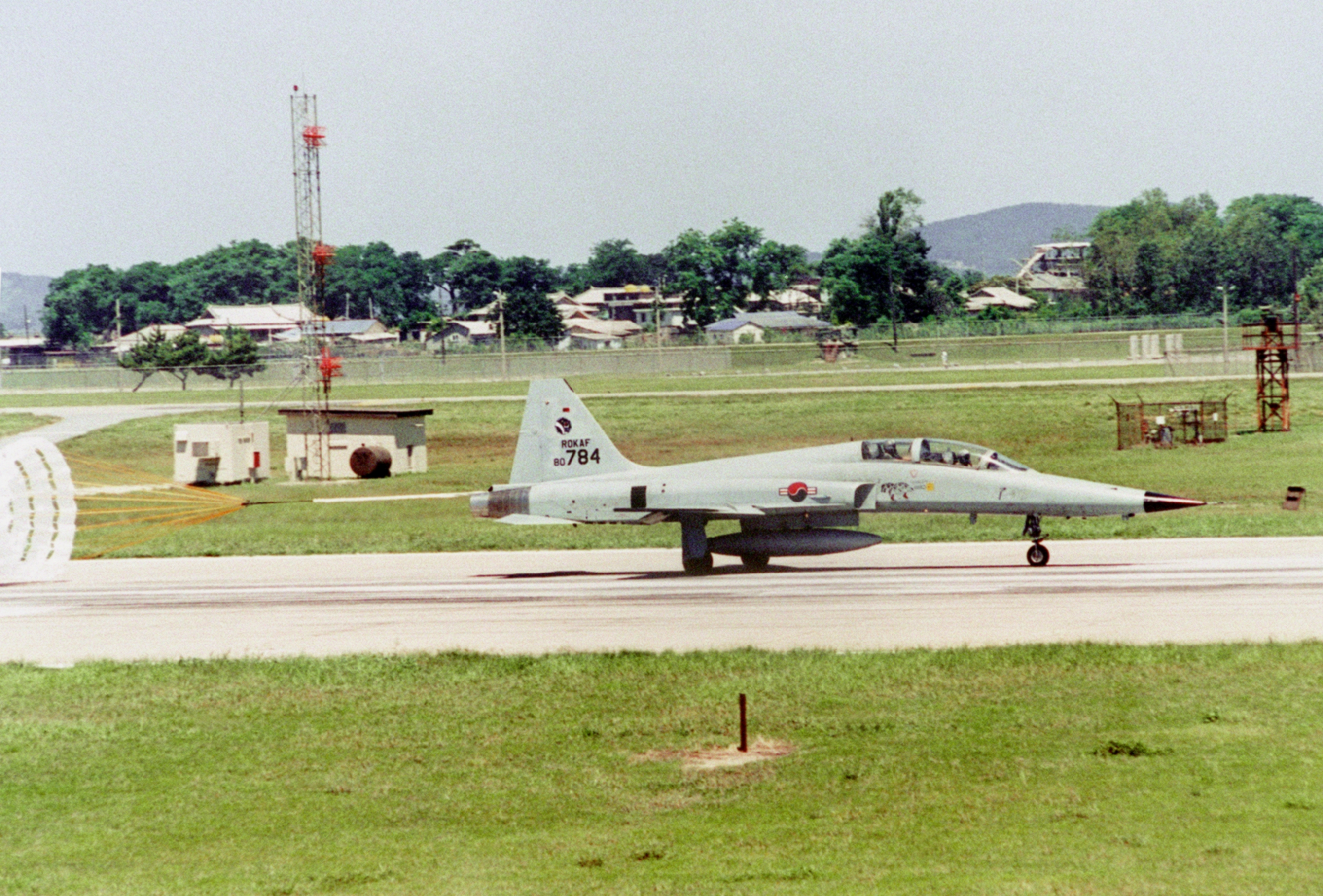
鄭景斗加入韓國空軍後曾任F-5戰鬥機飛行員，圖為1990年代的F-5戰機。

鄭景斗於1960年誕生在慶尚南道的晉州市，並於該市的大亞高等學校求學，1978年畢業並入讀空軍官校30期。1982年，他自空軍官校畢業、同年任官進入空軍，並成為F-5戰鬥機駕駛，累積飛行時數達2,800小時。鄭氏在軍旅生涯中仍繼續進修，分別於1995年前修畢日本航空自衛隊幹部學校指揮幕僚課程，亦於2002年獲得韓南大學經營學碩士學位。
鄭景斗於2002年—2003年間至韓國國防部戰力計畫官室（전력계획담당관실）服勤，據傳其任內曾替韓國國軍引入F-15K戰鬥機作為主力戰機的過程付出貢獻。2004年，鄭景斗獲贈總統功勞表彰（대통령 공로표창），同年12月升為上校，2005年再赴日本航空自衛隊幹部學校修習幹部高級課程，2006年12月至2008年11月間於空軍本部戰力企劃參謀部戰力需求處（전력소요처）任處長，同年12月起則改任空軍官校學員隊（생도대）隊長。

#### 將官時期
2009年4月，鄭景斗正式陞任將官，獲授准將階級。2009年11月結束空軍官校學員隊長任期，改赴光州基地當第1戰鬥機聯隊聯隊長，在任期間的2010年獲頒總統保國勳章天授章。2011年5月，他調至陸海空三軍本部所在地——忠清南道雞龍台，任雞龍台勤務支援團團長。

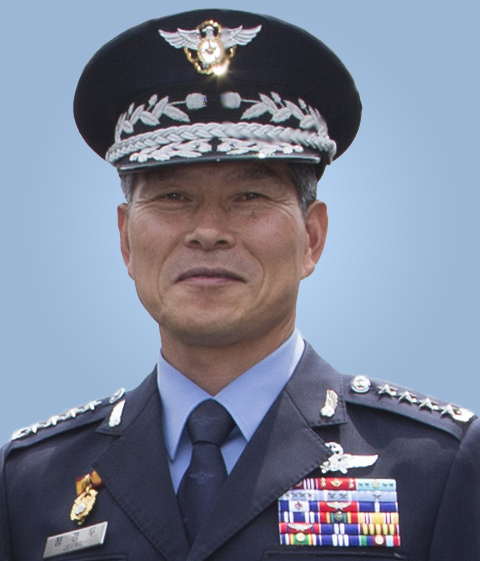
鄭景斗上將，韓國空軍參謀總長任內（2017年6月25日）

2011年11月，鄭景斗晉任少將，返回空軍本部擔任戰力企劃參謀部長，並在2012年修畢忠南大學和平安保研究所（평화안보대학원）高等政策課程。2013年4月起，他由戰企部長一職上調派至作戰職位，任空軍南部戰鬥司令部（남부전투사령부）司令。
2014年4月21日，韓國政府將鄭氏與朴在福（박재복）兩位空軍少將及另外4名陸軍少將拔擢為中將，並任命其為空軍參謀次長。2015年4月，則結束空軍次長一職，轉任聯參本部戰略企劃本部（전략기획본부）本部長。
2015年9月16日，鄭景斗在韓國國軍首腦層的人事異動中昇為上將，同日於青瓦台接受時任韓國總統朴槿惠授階及新職任命，自9月17日起接替空軍參謀總長崔且圭上將，就任第35任總長之職，負責空軍的指揮及監督，任內在2016年10月的F-35A戰鬥機部署及12月的金牛座飛彈部署中亦扮演監督要角。
2017年8月8日，鄭景斗結束空軍總長任期，同日經韓國政府內定為聯合參謀議長人選，作為總統文在寅勝選執政後推行軍事改革計畫、和韓國國軍上將級人事大規模調整的一環[註1]，並替服役滿42年的屆退議長李淳鎮陸軍上將選定繼任者。當針對聯參議長人事案的聽證會於8月18日在韓國國會召開後，鄭氏自8月20日起正式接任議長職務，文在寅亦親自出席就任儀式，開創韓國建軍後由總統參加聯參議長交接典禮的先例。就任第40屆聯合參謀議長的鄭景斗是韓國國軍第3位非陸軍出身的聯參議長、第2位空軍出身的議長[註2]，其與曾任海軍參謀總長的國防部長宋永武也使長期以陸軍為結構中心的韓國國軍，在建軍69年以降首度出現聯參議長、國防部長兩大軍方首腦要職同時由非陸軍背景者接掌的局面[註3]。

### 入閣
2018年8月30日，鄭景斗於總統府青瓦台發表的部長暨次長級人事公告中，由青瓦台發言人金宜謙宣布為國防部長候補者人選。該次人事案的背景為總統文在寅經手的內閣改組，當中包括替身陷2016年國軍機務司令部戒嚴鎮壓反朴槿惠示威方案之爭議、並挨批「未對機務司實施必要對策」的國防部長宋永武提名繼任者。2018年9月21日，鄭景斗正式入閣，就任國防部長。